# Tibro kommun
58°25′N 14°10′Ø / 58.417°N 14.167°Ø
Tibro kommun ligger i det svenske län Västra Götaland, i landskapet Västergötland. Kommunens administrationscenter ligger i byen Tibro.
Tibro kommun er kendt for sin møbelindustri og huser mere end 80 virksomheder indenfor møbel- snedkeribranchen. Tibro kommun ligger ca. 18 km øst for Skövde som mange pendler til.
Åen Tidan løber gennem kommunen.

## Byer
Tibro kommune har to byer.
Indbyggere pr. 31. december 2005.
| #  | By         | Indbyggere |
| -- | ---------- | ---------- |
| 1. | Tibro      | 8.005      |
| 2. | Fagersanna | 576        |

## Eksterne kilder og henvisninger
- Wikimedia Commons har flere filer relateret til Tibro kommun